# Rezerwat przyrody Pionki
Rezerwat przyrody Pionki – rezerwat przyrody, leśny, częściowy, leżący w Puszczy Kozienickiej, w granicach Kozienickiego Parku Krajobrazowego. Położony jest po obu stronach drogi wojewódzkiej nr 787, na terenie gminy wiejskiej Pionki oraz zachodniej części miasta Pionki.
Został utworzony w 1982 na powierzchni 83,20 ha. W 2017 zmniejszono go do 81,9020 ha. Wokół rezerwatu wyznaczono otulinę o powierzchni 43,4916 ha. Rezerwat jest objęty ochroną czynną.

## Walory przyrodnicze
Rezerwat przyrody Pionki został utworzony w celu ochrony pięknych, starych drzewostanów grabowo-sosnowo-jodłowo-dębowych, w których dużą siłę lasotwórczą ma jodła. Drzewostany rezerwatu są bardzo zróżnicowane pod względem wieku i struktury. Wiek występującego tu dębu szypułkowego szacowany jest na 110–220 lat, wiele drzew ma pomnikowe rozmiary. Obszar rezerwatu jest powierzchnią prawie płaską, urozmaiconą wzniesieniami wydmowymi, ustabilizowaną roślinnością drzewiastą. Występują tu także torfowiska niskie i wysokie. Z roślin chronionych występują tu widłak jałowcowaty i widłak goździsty oraz lilia złotogłów. W rezerwacie gniazduje wiele ptaków, m.in. grzywacz, turkawka, płochacz pokrzywnica i gil.

## Turystyka
Na terenie rezerwatu wyznaczono i oznakowano dwie ścieżki dydaktyczne. Celem ich powstania jest pokazanie różnorodności występujących tu drzew i krzewów, ukształtowania terenu a także roli zadrzewień i zróżnicowania siedlisk. Ważnym zadaniem jest również przybliżenie zasad ochrony przyrody i gospodarki w lesie oraz prawidłowych zasad turystyki.